# Хавърфордуест
Хавърфордуѐст (на английски: Haverfordwest; на уелски: Hwlffordd, Ху̀лфорд) е град в Югозападен Уелс, графство Пембрукшър. Разположен е около река Кледай на около 150 km на северозапад от столицата Кардиф. Първите сведения за града датират от 1110 г., когато тук е посторен замък. Между 1213 г. и 1219 г. получава статут на град в Англия. През 1974 г. получава статут на град в Уелс. Главен административен център на графство Пембрукшър. Има летище и жп гара. Хавърфордуест е вторият по големина град в графството след Милфорд Хейвън. Населението му е 10 808 жители според данни от преброяването през 2001 г.

## Спорт
Представителният футболен отбор на града се казва АФК Хавърфордуест Каунти. Дългогодишен участник е в Уелската Висша лига.

## Личности
Родени
- Крисчън Бейл (р. 1974), уелски киноартист
- Рис Иванс (р. 1967), уелски киноартист